# Simulmondo
Simulmondo fue un desarrollador de videojuegos fundado en 1987 por Francesco Carlà. Cesó sus operaciones en 1999.
Ha producido aproximadamente 150 videojuegos para Commodore 64, Amiga, PC y Atari ST.
Fueron los principales desarrolladores y editores de juegos de Italia a finales de los años ochenta y principios de los noventa.
En los últimos años, produjo software para programas de televisión.

## Lista de juegos
| #  | Título                            | Fecha de publicación | Plataforma(s)                         |
| -- | --------------------------------- | -------------------- | ------------------------------------- |
| 1  | Bocce                             | 1987                 | Amiga, Commodore 64                   |
| 2  | Italy '90 Soccer                  | 1988                 | Amiga, Commodore 64, MS-DOS           |
| 3  | Simulgolf                         | 1988                 | Commodore 64, MS-DOS                  |
| 4  | F.1 Manager                       | 1989                 | Amiga, Atari ST, Commodore 64         |
| 5  | The Basket Manager                | 1990                 | Amiga, Atari ST, Commodore 64, MS-DOS |
| 6  | 1000 Miglia                       | 1991                 | Amiga, Commodore 64, MS-DOS           |
| 7  | 3D Scacchi Simulator              | 1991                 | Commodore 64                          |
| 8  | 500cc Motomanager                 | 1991                 | Amiga, Commodore 64                   |
| 9  | Basket Playoff                    | 1991                 | Amiga, Commodore 64, MS-DOS           |
| 10 | Big Game Fishing                  | 1991                 | Amiga, Atari ST, Commodore 64, MS-DOS |
| 11 | Formula 1 3D                      | 1991                 | Amiga, Commodore 64                   |
| 12 | Formula 1 3D: F.1 Manager II      | 1991                 | Amiga, Atari ST, Commodore 64         |
| 13 | G.P. Tennis Manager               | 1991                 | Amiga, Commodore 64                   |
| 14 | I Play 3D Soccer                  | 1991                 | Amiga, Atari ST, Commodore 64         |
| 15 | I Play Football Champ             | 1991                 | Amiga, Atari ST, Commodore 64         |
| 16 | 1st Chess Tutor                   | 1992                 | MS-DOS                                |
| 17 | 3D World Boxing                   | 1992                 | Amiga, Commodore 64, MS-DOS           |
| 18 | 3D World Soccer                   | 1992                 | Amiga, Commodore 64, MS-DOS           |
| 19 | 3D World Tennis                   | 1992                 | Amiga, Commodore 64, MS-DOS           |
| 20 | Dylan Dog: Gli Uccisori           | 1992                 | Amiga, Commodore 64, MS-DOS           |
| 21 | Extasy                            | 1992                 | Amiga, MS-DOS                         |
| 22 | I Play 3D Tennis                  | 1992                 | Commodore 64                          |
| 23 | Italian Night 1999                | 1992                 | Amiga                                 |
| 24 | Diabolik                          | 1993                 | Amiga, MS-DOS                         |
| 25 | Dylan Dog                         | 1993-1994            | Amiga, MS-DOS                         |
| 26 | Dylan Dog: Attraverso lo specchio | 1993                 | Amiga, MS-DOS                         |
| 27 | Simulman                          | 1993-1994            | Amiga, MS-DOS                         |
| 28 | Tex                               | 1993                 | Amiga, MS-DOS                         |
| 29 | Tex: Piombo Caldo                 | 1993                 | Amiga, MS-DOS                         |
| 30 | Time Runners                      | 1993-1995            | Amiga, MS-DOS                         |
| 31 | L'Uomo Ragno                      | 1994                 | Amiga, MS-DOS                         |
| 32 | Mosè: il profeta della libertà    | 1996                 | PC                                    |
| 33 | Viaggio nel corpo umano           | 1996                 | PC                                    |
| 34 | We are Angels                     | 1997                 | PC                                    |
| 35 | SoccerChamp                       | 1998                 | PC                                    |

### Juegos cancelados
| # | Título                                       | Fecha de publicación | Plataforma(s) |
| - | -------------------------------------------- | -------------------- | ------------- |
| 1 | Martin Mystère and the secret of the Birdman | Cancelado            | PC            |